# De cierta manera
De cierta manera es un documental de ficción estrenado en 1974 que narra la conflictiva relación entre una maestra y un obrero mulato al borde de la marginación en la colonia de Miraflores, un barrio de La Habana construido en 1962 para erradicar la delincuencia y la marginación de un determinado sector de la población. Dirigida por Sara Gómez, la película mezcla imágenes documentales con una historia de ficción desarrollada en los barrios pobres de La Habana, pocos años tras la Revolución cubana de 1959. La película es el primer largometraje dirigido por una mujer cubana y profundizó en las raíces ideológicas del machismo en el pasado colonial en Cuba planteando las limitaciones y contradicciones de la Revolución Cubana.
El filme ilustra la historia humana del proceso revolucionario de Cuba, a fines de la década de 1960 y la primera mitad de la década de 1970. Demuestra cómo demoler los barrios insalubres y construir asentamientos modernos no cambia  inmediatamente la cultura de sus habitantes. 
Gómez terminó de filmar con Mario Balmaseda y Yolanda Cuéllar justo antes de morir por un fuerte ataque de asma. El trabajo técnico fue concluido por los cineastas Tomás Gutiérrez Alea, Julio García-Espinosa y Rigoberto López, tras lo cual fue estrenada la película.

## Trama
Yolanda, una maestra, no encuentra el mejor método para enseñar a los niños de barrios marginales por ser de un origen social diferente. Mario, un obrero machista de una fábrica de automoción, es confrontado por el instinto de emancipación de Yolanda. 
Sin embargo, ambos se convierten en amantes. Su relación representa la idea de que el racismo, el sexismo, y los prejuicios de clase deben ser superados para alcanzar un país mejor.

## Recepción crítica
Esta no se trata de una película tradicional, pues representa, a través de una inusual mezcla de documental y ficción, los conflictos en la sociedad cubana que permanecen sin resolver totalmente.	
Como nos revela De cierta manera, Gómez era una cineasta revolucionaria centrada en la comunidad afrocubana, sus tradiciones culturales (incluyendo los Abakuá y la Santería), la situación de las mujeres, el tratamiento de los sectores marginados de la sociedad, el rol de la familia en el contexto de la revolución y los derechos de los trabajadores. 
Para su época, el filme fue extremadamente radical tanto en forma y contenido situando a Sara Gómez no sólo en el reconocimiento como pionera sino una de las más significativas cineastas de Cuba y América Latina de la época.